# Heinz Guderian
Heinz Wilhelm Guderian,  nemški general, vojni teoretik in taktik,  * 17. junij 1888, Kulm, Zahodna Prusija, † 14. maj 1954, Schwangau, Allgäu.
Generalpolkovnik Guderian je bil eden najboljših tankovskih poveljnikov vseh časov; velja za vodilnega snovalca Blitzkriega, pred in med drugo svetovno vojno je pisal publikacije na temo oklepnega bojevanja, po vojni pa nekaj časa svetoval Kopenski vojski ZDA.

## Življenjepis

### Zgodnje življenje
28. februarja 1907 je vstopil v oborožene sile Nemškega cesarstva in tako začel svojo vojaško kariero.
Kot Fähnrich je končal šolanje v 10. lovskem bataljonu kadetskega korpusa; samo šolanje je trajalo od 28. februarja 1907 do 10. aprila 1907. Nato je bil poslan v vojaško šolo v Metzu, kjer je ostal do 14. decembra 1907, nakar je bil dodeljen 10. pionirskemu bataljonu, kjer je služil od 28. junija do 28. julija 1907. 1. oktobra 1912 je bil prestavljen k 3. telegrafskemu bataljonu, ki je bil nastanjen v Koblenzu. Tu je ostal do 1. oktobra 1913, ko je bil poslan na Vojno akademijo v Berlinu, kjer je končal šolanje 2. avgusta 1914.

### Prva svetovna vojna
Do 4. oktobra 1914 je bil nato poveljnik težke 3. radijske postaje 5. konjeniške divizije, nakar je postal poveljnik 14. težke radijske postaje 4. armade; na tem položaju je bil do 17. maja 1915. Tega dne je začel opravljati dolžnost pomožnega častnika pri Tajni signalni službi, ki je bila podrejena 4. vrhovnemu poveljstvu kopenske vojske. 27. januarja 1916 je bil sprva dodeljen, potem pa premeščen neposredno k 5. vrhovnemu poveljstvo kopenske vojske, nato pa je 9. februarja 1916 spet postal pomožni častnik Tajne signalne službe pri 5. vrhovnem poveljstvo kopenske vojske. 18. julija 1916 je postal komunikacijski častnik 4. vrhovnega poveljstva kopenske vojske, nato pa je 3. aprila 1917 postal glavni oskrbovalni častnik (Ib) 4. pehotne divizije. Od 27. aprila do maja 1917 je bil dodeljen 1. vrhovnemu poveljstvu kopenske vojske kot oskrbovalni častnik, od maja do junija 1917 pa 52. rezervni diviziji. Junija 1917 je bil dodeljen poveljstvu Gardnemu korpusu, kjer je ostal en mesec. Kot obveščevalni častnik (Ic) je bil julija dodeljen X. rezervnemu korpusu, kjer je ostal do 11. avgusta istega leta. 24. oktobra 1917 je postal operativni častnik (Ia) Armadnega oddelka C; v času službovanja je končal 6. generalštabni tečaj. 27. februarja 1918 je bil premeščen v Generalštab kopenske vojske Nemškega cesarstva, kljub temu pa je obdržal svoj prejšnji položaj. Tu je ostal do 23. maja 1918, ko je postal namestitveni poveljnik štaba XXXVIII. rezervnega korpusa.

### Medvojno obdobje
Od 20. septembra do 8. novembra 1918 je bil operativni častnik generalštaba predstavnikov v okupirani Italiji. 8. novembra 1918 je bil premeščen k nadomestnemu vrhovnemu poveljstvo X. armadnemu korpusu. 26. novembra 1918 je bil premeščen k Poveljstvu domovinske zaščite Vzhod, kjer je ostal do 17. decembra istega leta, ko je bil premeščen na Vojno ministrstvo. Od 10. januarja 1919 je bil v generalštabu Visokega poveljstva kopenske vojske za varstvo meje Jug, kjer je ostal do 16. aprila 1919. Takrat je bil na poseben ukaz Vojnega ministrstva dodeljen Vrhovnemu poveljstvu za varovanje meje Sever, kjer je do 30. maja 1919 opravljal posebne naloge. 30. maja 1919 je postal oskrbovalni častnik, začasno pa tudi operativni častnik štaba Železne divizije, nakar se je 24. avgusta 1919 vrnil na Vrhovno poveljstvo za varovanje meje Sever. 30. oktobra 1919 je bil premeščen k procesni pisarni 10. lovskega bataljona in hkrati dodeljen 10. brigadi; tu je ostal do 16. januarja 1920. Tega dne je postal četni poveljnik 3. čete 10. lovskega bataljona, kjer je ostal 4 mesece. 16. maja 1920 je postal poveljnik 20. pehotnega polka. Od 8. septembra 1920 do 16. januarja 1922 je bil četni poveljnik v III. bataljonu 17. pehotnega polka. Tega dne je bil dodeljen 7. motoriziranemu transportnemu bataljonu, kjer je ostal do 1. aprila 1922. Nato je do 1. oktobra 1924 deloval v oddelku za motorizirano-transportne enote, ko je bil prestavljen k 2. diviziji kot inštruktor za šolske tečaje. Od 1. oktobra 1927 do 1. februarja 1930 je bil v štabu kopenske vojske oddelka za moštvo Vojnega ministrstva; istočasno pa je bil taktični inštruktor pri Šolskemu štabu za motorizirani transport. 1. februarja 1930 je postal poveljnik 3. motoriziranega transportnega bataljona, nakar je 1. oktobra 1931 postal načelnik štaba Inšpekcije motoriziranih transportnih enot.
Od 1. julija 1934 do 27. junija 1935 je bil načelnik štaba Poveljstva motoriziranih bojnih enot ter od 27. septembra do 15. oktobra 1935 načelnik generalštaba Poveljstva tankovskih enot. Tega dne je postal poveljnik 2. tankovske divizije, ki ji je poveljeval do 4. februarja 1938. Nato pa je postal poveljnik Poveljstva tankovskih enot; na tem položaju je bil do 1. aprila 1938, ko je bil imenovan za poveljnika XVI. korpusa. Od 24. novembra 1938 do 26. avgusta 1939 je bil načelnik hitrih enot.

### Druga svetovna vojna
Ponovno je postal poveljnik korpusa, tokrat XIX. motoriziranega korpusa s katerim se udeleži napada na Poljsko, septembra 1939. Z njim naslednjo pomlad sodeluje pri udarcu na zahod: 10. maj 1940, tega dne Nemčija začne svojo ofenzivo proti Franciji prek Belgije, Nizozemske in Luksemburga. XIX. mot. korpus napade skozi gozdove v Ardenih, kjer jih zaradi težkega terena nihče ne pričakuje. Že štiri dni kasneje izvedejo Guderianove enote znameniti preboj fronte čez reko Meuse pri Sedanu, kar jim odpre pot v sovražno zaledje. »Schneller Heinz«, kot so mu tudi rekli njegovi vojaki, nastalo situacijo izkoristi za hiter in odločen prodor vse do Rokavskega preliva pri Amiensu s čimer se vse enote zaveznikov, ki se nahajajo severneje znajdejo v obroču. Genialna izvedba smele ideje, ki si jo je zamislil  Erich von Manstein, Guderian in drugi pa izvedli, je pripeljala do umika in evakuacije Dunkerque-a (Operacija Dinamo) in posledično do kolapsa in zatem kapitulacije Francije. 1. junija 1940 je postal poveljnik Tankovske skupine Guderian, nato pa 1. julija 1940 ponovno XIX. korpusa. Od 16. novembra 1940 do 28. julija 1941 je bil poveljnik 2. tankovske skupine. 28. julija 1941 je postal poveljnik Armadne skupine Guderian. 3. avgust 1941 je ponovno postal poveljnik 2. tankovske skupine; na tem položaju je postal dva meseca. Od 5. oktobra 1941 do 26. decembra 1941 je bil vrhovni poveljnik 2. tankovske armade. 26. decembra 1941 je bil razrešen poveljstva in postavljen v neaktivno sestavo. 16. januarja 1942 je bil dodeljen štabu nadomestnega generalnega poveljstva 3. armadnega korpusa. 28. februarja 1943 je postal generalni inšpektor tankovskih enot. 21. julija 1944 je postal vršilec dolžnosti načelnika generalštaba Heera, kljub temu pa je opravljal tudi svojo prešnjo zadolžitev. Od 28. marca do 1. maja 1945 je bil na dopustu, nakar je bil do 10. maj s svojim štabom na Tirolskem.

### Povojno obdobje
10. maja 1945 so njega in njegov štab zajeli Američani; v vojnem ujetništvu je ostal do 16. junija 1948.
Po vojni ga je hotela Sovjetska zveza obtožiti vojnih zločinov, toda ZDA so temu nasprotovale in ga niso izročile. Z nekaterimi drugimi visokimi generali je pričal pred Mednarodnim vojaškim sodiščem v Nürnbergu.
Oba njegova sinova sta med drugo svetovno vojno služila v tankovskih enotah; eden, Heinz Günther Guderian, pa je prav tako postal general v povojnem Bundeswehru.

## Napredovanja
- Fähnrich (28. februar 1907)
- poročnik (27. januar 1908)
- nadporočnik (8. november 1914)
- stotnik (18. december 1915)
- major (1. februar 1927)
- podpolkovnik (1. februar 1931)
- polkovnik (1. oktober 1933)
- generalmajor (1. avgust 1936)
- generalporočnik (10. februar 1938)
- general tankovskih enot (23. november 1938)
- generalpolkovnik (19. julij 1940)

## Odlikovanja
- viteški križ železnega križa (3.; 27. oktober 1939)
- viteški križ železnega križa s hrastovimi listi (24.; 17. julij 1941)
- 1914 železni križec I. razreda (8. november 1916)
- 1914 železni križec II. razreda (17. september 1914)
- viteški križec II. razreda kraljevega würtemburškega reda Friedricha z meči
- Častni križec za frontne bojevnike
- madžarska vojnospominska medalja z meči
- odlikovanje Wehrmachta za služenje IV. do I. razreda
- medalja za združitev 13. avgust 1938
- medalja za združitev 1. oktober 1938 s priponko »Prager Burg«
- kraljeva madžarska vojnospominska medalja z meči
- Priponka k EK I (13. september 1939)
- Priponka k EK II (5. september 1939)
- tankovski jurišni znak v srebru
- Omenjen v Wehrmachtbericht-u (Poročilo Wehrmachta): 6. avgust 1941, 7. avgust 1941, 21. september 1941, 18. oktober 1941 in 19. oktober 1941